# Vila Jindřicha Kaplana
Vila Jindřicha Kaplana je rodinný dům, který stojí v Praze 5-Hlubočepích ve vilové čtvrti Barrandov na západním konci ulice Pod Habrovou.

## Historie
Vilu si architekt a stavitel Jindřich Kaplan postavil roku 1928.
Dům ve svahu je z pohledu z ulice dvoupodlažní, v místech zahrady čtyřpodlažní. Architektův ateliér se nacházel v prvním suterénu, byt rodiny byl ve dvou horních podlažích a zázemí pro údržbu domu a zahrady ve druhém suterénu.
Ateliér byl později nuceně přestavěn na další bytovou jednotku a dům při necitlivých úpravách přišel například o kruhové okno do ulice. V letech 2011–2012 prošel rekonstrukcí a modernizací, která respektovala koncepci a estetiku původní stavby.